# Funes de allesonthouder

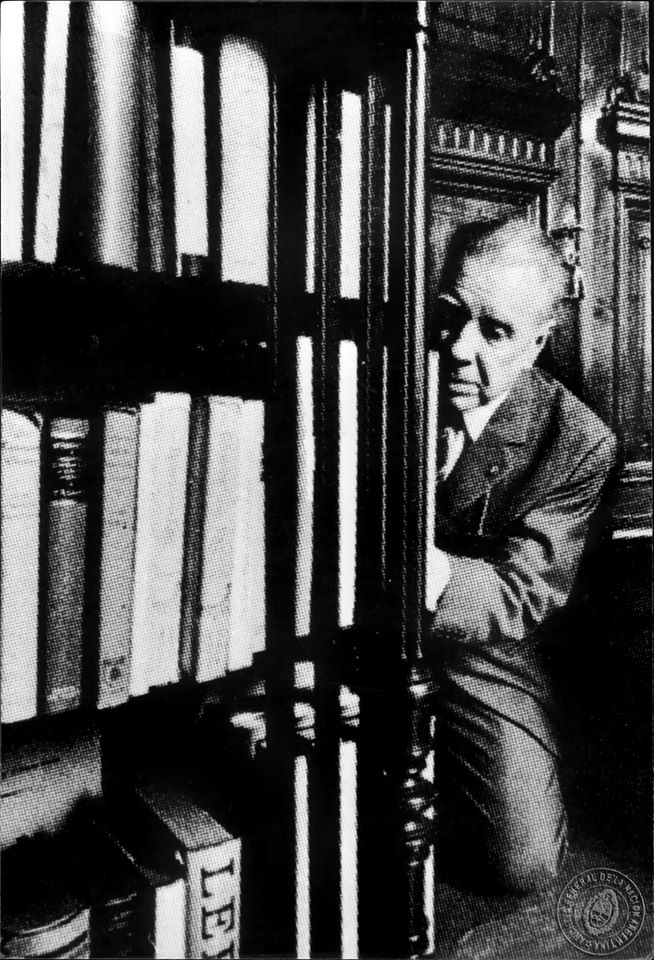
Borges in de Nationale Bibliotheek

Funes de allesonthouder (Spaans: Funes el memorioso) is een verhaal van de Spaanstalige Argentijnse schrijver Jorge Luis Borges. Het verhaal werd voor het eerst gepubliceerd in juni 1942 in de Argentijnse krant La Nación en werd in 1944 opgenomen in Borges' verhalenbundel Fantastische verhalen (Ficciones). De Nederlandse vertaling uit 1988 is van Barber van de Pol.

## Inhoud
Funes de allesonthouder vertelt het verhaal van Borges' fictieve ontmoetingen, als tiener, met zijn leeftijdgenoot Ireneo Funes, in Uruguay. Zijn eerste ontmoeting dateert uit 1884, waarna Borges naar Buenos Aires gaat om te studeren, onder meer Latijn. Als hij in 1887 naar Uruguay terugkeert, hoort hij dat Funes van een paard is gevallen en verlamd is geraakt. Hij krijgt een briefje van Funes die hem vraagt om hem een paar van zijn Latijnse boeken te lenen. Als hij hem korte tijd later opzoekt, blijkt Funes uitstekend Latijn te spreken, volledig en in korte tijd geleerd uit de hem toegezonden boeken. Sinds zijn val van het paard blijkt Funes een onvoorstelbaar geheugen te bezitten. Borges geeft hiervan een aantal fenomenale voorbeelden.
Funes vertelt bijvoorbeeld van een eigen telsysteem dat hij in 1886 had uitgedacht. Hij vond dat drieëndertig te veel letters had en te veel deelwoorden, en dat het beter uitgedrukt kon worden met één woord. "Vervolgens paste hij dit onzinnige beginsel toe op andere getallen", vervolgt Borges: "In plaats van zevenduizenddertien zei hij (bijvoorbeeld): Máximo Pérez; in plaats van zevenduizendveertien: "De Spoorwegen"; andere getallen waren: Luis Mélinan Lafinur, Olimar, zwavel, het zadelkussen, de walvis, het gas, de ketel, Napoleon, Augustin de Vedia". Ieder woord had een speciaal merkteken. Borges probeert hem uit te leggen dat die rapsodie van onsamenhangende woorden precies het tegenovergestelde voorstelde van een talstelsel, dat 365 wil zeggen: drie honderdtallen, zes tientallen en vijf eenheden, maar Funes leek hem niet te begrijpen.
Funes ontwierp verder ook een soort van eigen taal, waarbij hij voor iedere herinnering, elk blad aan de boom, elk bos, maar ook het aantal keren dat hij het had waargenomen een eigen woord bedacht. Later zou hij ze in cijfers classificeren, maar op een gegeven moment realiseerde hij zichzelf dat zijn taak oneindig en daardoor zinloos was.
"Denken is verschillen vergeten, is generaliseren, abstraheren", zo beëindigt Borges zijn verhaal: "maar in de stampvolle wereld van Funes bestonden alleen maar details, die elkaar bijna verdrongen". Ireneo Funes overleed in 1889, als een 'stokoude man' van eenentwintig jaar.

## Typering
Borges exploreert in Funes de allesonthouder een aantal methodologisch-filosofische onderwerpen, zoals de noodzaak tot generalisatie en abstractie voor het denken en de wetenschap. Het verhaal van Funes en diens vroege dood is te zien als het verhaal van verspilde potentie en doet denken aan het lot van savants, die evenmin in staat zijn om hun bijzondere gaven tot wasdom te brengen: het bezitten van buitengewone vermogens gaat bijna altijd hand in hand met een zeker onvermogen en met tekortkomingen. Dat laatste is een thema dat meermaals terug zal keren in het latere werk van Borges.